# 申敏兒
申敏兒（1984年4月5日—），本名梁慜娥，韓國女演員、模特兒，曾訛譯為新慜娥。

## 個人生活
2015年7月，韓國媒體獨家報導指出金宇彬與申敏兒交往兩個月，兩人經紀公司均表示二人戀愛消息為事實。金宇彬與申敏兒2月時因為拍攝同一服飾品牌代言廣告而互相產生好感，5月開始交往。

## 影視作品

### 電視劇
- 1997年：MBC《Yesterday》飾演 盧熙貞
- 2001年：SBS《美麗的日子（朝鲜语：아름다운 날들）》飾演 李敏智
- 2003年：SBS《命運的搏擊（朝鲜语：때려）》飾演 張幼彬
- 2005年：KBS《這該死的愛情》飾演 車恩碩
- 2007年：KBS《魔王》飾演 徐海茵
- 2010年：SBS《我的女友是九尾狐》飾演 九尾狐／吉月
- 2012年：MBC《阿娘使道傳》飾演 阿娘／李瑞林
- 2015年：KBS《Oh My Venus》飾演 姜珠恩
- 2017年：tvN《明天和你》飾演 宋瑪琳
- 2019年：JTBC《輔佐官–改變世界的人們》飾演 姜善英
- 2019年：JTBC《輔佐官2–改變世界的人們》飾演 姜善英
- 2021年：tvN《海岸村恰恰恰》飾演 尹惠珍
- 2022年：tvN《我們的藍調時光》飾演 閔宣亞
- 2024年：tvN《因為不想吃虧》饰演 孙海英
- 2025年：Netflix《惡緣》飾演 李周妍
- 2026年：Disney+《再婚皇后》飾演 娜菲爾

### 電影
- 2001年：《火山高校》飾演 柳彩怡
- 2002年：《瑪德琳蛋糕（朝鲜语：마들렌 (영화)）》飾演 李希真
- 2005年：《不悔（朝鲜语：달콤한 인생）》飾演 希秀
- 2005年：《戀人絮語》飾演 安秀恩
- 2005年：《野獸與美女》飾演 張海珠
- 2008年：《武林女大生（朝鲜语：무림여대생）》飾演 姜昭輝／玉純
- 2008年：《搖滾七十年代》飾演 美美
- 2009年：《美味情慾（朝鲜语：키친 (2009년 영화)）》飾演 安模來
- 2009年：《喜歡現在這樣（朝鲜语：지금, 이대로가 좋아요）》飾演 明恩
- 2009年：《十億韓元（朝鲜语：10억 (영화)）》飾演 趙侑真
- 2011年：《朋友與愛（朝鲜语：프렌즈 앤 러브 (2011년 영화)）》
- 2013年：《The X（朝鲜语：더 엑스）》飾演 迷兒（特別出演）
- 2014年：《慶州（朝鲜语：경주 (영화)）》飾演 孔允熙
- 2014年：《我的愛我的新娘》飾演 吳美英
- 2016年：《春夢（朝鲜语：춘몽 (2016년 영화)）》飾演 慜娥（特別出演）
- 2020年：《詭憶》飾演 李英
- 2023年：《鬼媽媽的假期》飾演 方珍珠
- 待定：《瞳孔》[4]

### MV
- 1998年：S#ARP（英语：Sharp (South Korean band)）《Sad Way》
- 1999年：李承桓《當否》
- 1999年：Sonya《你的香气》
- 1999年：黎明《眼睛想旅行》
- 1999年：g.o.d《愛你並記住你》《你離開我之後》
- 2000年：曹誠模《你知道嗎》
- 2000年：g.o.d《需要你》
- 2001年：車太鉉《I Love U》
- 2001年：Brown Eyes《With Coffee》
- 2001年：g.o.d《傻瓜》《悲傷愛情》《不知道》
- 2008年：柳喜烈《夏日 (Feat.申宰平)》

## 綜藝節目
- 2018年：Olive《敏兒的法國日記》
- 2009年：Mnet《S Body》

## 音乐作品
- 2008年：LG Xnote 《夏日》CF OST 《我愉快的一天》
- 2008年：電影《搖滾七十年代》OST
- 2009年：電影《美味情慾》OST
- 2009年：數碼單曲 《MIRACLE BLUE》
- 2010年：電視劇《我的女友是九尾狐》OST《Sha La La》
- 2010年：電視劇《我的女友是九尾狐》OST《I can give you everthing》
- 2012年：电视剧《阿娘使道传》OST《黑色月亮》
- 2014年：电影《我的爱我的新娘》OST &曹政奭

## 書籍
- 2009年：遊記《敏兒的法國日記》[5]

## 獲獎紀錄
| 年份   | 颁奖礼                       | 奖项                             | 作品                                    | 结果 | 参考 |
| ------ | ---------------------------- | -------------------------------- | --------------------------------------- | ---- | ---- |
| 2003年 | SBS演技大獎                  | 新人獎                           | 《命運的搏擊》                          | 獲獎 |      |
| 2008年 | 第4屆韓國大學生電影節        | 最佳女配角                       | 《搖滾七十年代》                        | 獲獎 |      |
| 2009年 | 第6屆韓國Max Movie最佳電影獎 | 最佳女演员                       | 《搖滾七十年代》                        | 獲獎 |      |
| 2009年 | 第17屆春史電影賞             | 最佳女主角                       | 《搖滾七十年代》                        | 獲獎 |      |
| 2009年 | 第3届Mnet 20's Choice        | Hot时尚明星奖                    | 不適用                                  | 獲獎 |      |
| 2009年 | 第2届亞洲時尚偶像獎          | 时尚女明星奖                     | 不適用                                  | 獲獎 |      |
| 2010年 | 第7届TV CF颁奖礼             | 年度模特奖                       | 不適用                                  | 獲獎 |      |
| 2010年 | 第3届亚洲时尚偶像奖          | 时尚偶像女演员奖                 | 《我的女友是九尾狐》                    | 獲獎 |      |
| 2010年 | SBS演技大奖                  | Drama Special部門 女子優秀演技獎 | 《我的女友是九尾狐》                    | 獲獎 |      |
| 2010年 | SBS演技大奖                  | 十大明星獎                       | 《我的女友是九尾狐》                    | 獲獎 |      |
| 2010年 | SBS演技大奖                  | 最佳CP獎（與李昇基）             | 《我的女友是九尾狐》                    | 獲獎 |      |
| 2011年 | 第8届TV CF颁奖礼             | 年度模特奖                       | 不適用                                  | 獲獎 |      |
| 2011年 | 第45届纳税人之日纪念仪式     | 模范纳税人地方厅长表彰           | 不適用                                  | 獲獎 |      |
| 2012年 | MBC演技大獎                  | 最佳情侶獎（與李準基）           | 《阿娘使道傳》                          | 獲獎 |      |
| 2015年 | 第51屆百想藝術大獎           | In Style最佳明星獎               | 《慶州》                                | 獲獎 |      |
| 2015年 | 第2届野花电影奖              | 评审团特别奖                     | 《慶州》                                | 獲獎 |      |
| 2015年 | KBS演技大獎                  | 迷你劇部門 女子優秀演技獎        | 《Oh My Venus》                         | 獲獎 |      |
| 2015年 | KBS演技大獎                  | 最佳情侶獎（與蘇志燮）           | 《Oh My Venus》                         | 獲獎 |      |
| 2016年 | 第11屆首尔国际电视节         | 韓流連續劇 女子演技獎            | 《Oh My Venus》                         | 獲獎 |      |
| 2019年 | 第4屆金融之日紀念儀式        | 總統表彰                         | 不適用                                  | 獲獎 |      |
| 2022年 | 第8屆APAN Star Awards        | 迷你連續劇部門 女子最優秀演技獎  | - 《海岸村恰恰恰》 - 《我們的藍調時光》 | 獲獎 |      |

## 外部連結
- 申敏兒的Instagram帳戶
- 申敏兒在NAVER上的资料
- 申敏兒在Daum上的资料
- 申敏兒的Naver Post
- 申敏兒的Naver Blog